# Brownsville (Brooklyn)
Brownsville es un barrio residencial ubicado en el este de Brooklyn en la ciudad de Nueva York, Estados Unidos.
El vecindario generalmente está bordeado por Crown Heights al noroeste; Bedford-Stuyvesant y Cypress Hills al norte; East New York al este; Canarsie al sur; y East Flatbush al oeste. El área de 1.163 millas cuadradas (3.01 km²) que comprende Brownsville tiene 58 300 residentes según el censo de los Estados Unidos de 2010. Fue fundado en su ubicación actual en 1858, Brownsville fue inicialmente un asentamiento compuesto por trabajadores de fábricas judías. El barrio experimentó un importante cambio demográfico en la década de 1950 que vio una afluencia de residentes afroamericanos y latinos. Desde finales del siglo XX, Brownsville ha mantenido una de las tasas de pobreza y delincuencia más altas de cualquier vecindario en la ciudad de Nueva York. Brownsville es parte del distrito 16 de la Comunidad de Brooklyn y sus códigos postales primarios son 11212 y 11233. Está patrullado por el Recinto 73.º del Departamento de Policía de Nueva York. Políticamente está representado por los distritos 42 y 41 del Ayuntamiento de Nueva York.

## Barrio judío
Brownsville fue predominantemente judío desde la década de 1880 hasta la década de 1950. En 1887, el empresario Elías Kaplan mostró a los primeros residentes judíos alrededor de Brownsville, pintando el área como favorable en comparación con el Lower East Side, que describió como un lugar donde uno no podía escapar de las bodegas de los sindicatos. Kaplan construyó una fábrica y alojamientos para sus trabajadores, luego colocó una sinagoga, llamada Ohev Sholom, en su propia fábrica. Otros fabricantes que crearon productos de baja tecnología como alimentos, muebles y metales hicieron lo mismo durante la próxima década, estableciendo sus fábricas en Brownsville. Esto llevó a construir muchas más viviendas allí. El área delimitada por las actuales avenidas Dumont, Rockaway y Liberty, y Junius Street, rápidamente se pobló densamente, con fábricas, talleres y tiendas ubicadas al lado de las viviendas. La granja de un granjero local, John J. Vanderveer, fue dividida en lotes y entregada a los colonos judíos después de que la vendiera en 1892. Dentro de los tres años posteriores a la distribución del primer lote, había 10.000 judíos viviendo en Brownsville. Para 1904, los lotes que conformaban la antigua granja Vanderveer eran propiedad exclusiva de judíos y se extendían a lo largo de 4 millas cuadradas (10 km²). Se estima que alrededor de 25.000 personas vivían en Brownsville en 1900, la mayoría de las cuales vivían en alojamientos con estructura de madera de dos pisos construidos para dos familias cada uno. Muchos de estos edificios estaban superpoblados, con hasta ocho familias viviendo en algunas de estas casas de dos familias. Eran utilitarios y, según un artículo del New York Herald, muy poco atractivos. Muchas de estas casas carecían de servicios como agua corriente, y su construcción de madera las hacía susceptibles a los incendios. Las nuevas casas de ladrillos construidas a principios del siglo XX fueron construidas con fontanería interior y eran menos propensas al fuego. La calidad de vida se redujo todavía más por el hecho de que había poca infraestructura en el área, y como resultado, las calles sin pavimentar se utilizaron como cloacas al aire libre. Para agravar el problema, los precios del terreno eran altos en Brownsville, por lo que para hacer que sus compras valieran la pena, los desarrolladores se inspiraron con frecuencia para construir tantos apartamentos en un lote único como podían. A los veinte años del desarrollo de las fábricas, el área adquirió la reputación de ser un barrio pobre y un caldo de cultivo para el crimen organizado. El barrio estaba densamente poblado como el Lower East Side. Esto también trajo situaciones peligrosas como el colapso de una escalera de viviendas en 1935 que mató a dos personas. Este hacinamiento se produjo a pesar de la disponibilidad de espacio vacío en la periferia de Brownsville. Tampoco había parques infantiles en la zona. A principios del siglo XX, la mayoría de los residentes de Brownsville habían nacido fuera de los Estados Unidos, en 1910, el 66% de la población eran inmigrantes de primera generación y el 80% de los inmigrantes provenían de la madre Rusia. En 1920, más de 80.000 de los 100.000 habitantes del área eran judíos rusos, y Brownsville se llamaba "La Pequeña Jerusalén". En la década de 1930, Brownsville era el distrito más densamente poblado de todo Brooklyn. Brownsville probablemente tuvo la mayor densidad de judíos en cualquier lugar de los Estados Unidos hasta la década de 1950. La población permaneció mayoritariamente judía hasta mediados del siglo XX. El vecindario contaba con varias sinagogas ortodoxas. Muchas de estas sinagogas todavía existen en la actualidad, pero actualmente funcionan como iglesias.